# 董欣遠
董欣遠（1984年9月25日—），菲律賓籃球教練、前運動員，為在菲律賓出生、長大的第三代華人，其祖父母從中國大陸福建移民到菲律賓，董欣遠九歲時接觸籃球，PBA生涯效力伊拉斯圖雨晴七個賽季，2015年8月因家庭因素宣布高掛球鞋，2016年3月加入Mighty Sports，2016年夏天球隊代表菲律賓參加威廉瓊斯盃籃球賽。

## 外部連結
- 董欣遠在Eurobasket.com（球員）（英语）
- 董欣遠在RealGM（英语）
- 董欣遠在Proballers（英语）